# Stéphane Aubier
Pour les articles homonymes, voir Aubier (homonymie).
Stéphane Aubier, né le 8 octobre 1964 à Heusy (province de Liège), est un auteur et réalisateur belge de films d'animation connu pour Panique au village et Ernest et Célestine.

## Biographie
Stéphane Aubier naît le 8 octobre 1964 à Heusy,.

### Jeunesse
Il aime à lire Petzi du couple Vilhelm et Carla Hansen. Il est marqué par les aventures de Gil Jourdan, Johan et Pirlouit, Lucky Luke, La Patrouille des Castors, Les Schtroumpfs et Spirou et Fantasio.

### «Patar et Aubier»
Stéphane Aubier et Vincent Patar sont inscrits ensemble à l'École supérieure des arts Saint-Luc de Liège au début des années 1980, en compagnie de Jean-Philippe Stassen, mais pas dans la même classe, ils ne font connaissance qu’à l’occasion d’un concours de dessins. Ils sympathisent, songent à l’animation. Stéphane Aubier échoue dans sa première année : il est recalé en dessin alors qu’il est considéré comme le meilleur de la classe sauf par le professeur qui n’aime pas son style. C’est qu’Aubier, et Patar aussi, n’ont pas le profil esthétique, expérimental, pointu de la "maison". Ils se refusent à entrer dans le moule. Par solidarité, Vincent Patar refuse de se présenter à ses examens de passage. À la rentrée, ils font la connaissance de Rémy Belvaux, qui restera seulement un an mais va brutalement secouer l’établissement, notamment en inscrivant son court métrage au festival de Bruxelles. En 1986, ils entrent tous deux à l'École Supérieure des Arts Visuels de la Cambre de Bruxelles, et emménagent ensemble rue Tenbosch à Ixelles. Ils obtiennent leur diplôme en 1991.
Leurs carrières sont étroitement liées depuis leurs débuts et ils partagent un univers commun, développé au fur et à mesure de leur collaboration,.
En 1988, ils cosignent un premier court métrage : le Picpic André Shoow, mettant en scène les personnages Picpic, le Cochon Magik (créé par Stéphane Aubier), André, le Mauvais Cheval et Côboy (créés par Vincent Patar) mais aussi "leurs amis" (Babyroussa -V.P., L'Ours et le Chasseur - S.A., Tony Manège - S.A., etc.) ; trois épisodes suivent ce premier essai : The First, Le Deuxième et Quatre moins un.
L'épisode pilote de 1988, le Picpic André Shoow (qui peut être considéré comme le numéro 0 de la série), n'était qu'une compilation de courts-métrages réalisés individuellement par chacun des deux jeunes étudiants de La Cambre) ; à partir du deuxième épisode (The First, donc), Vincent Patar et Stéphane Aubier entament une période où il devient de plus en plus difficile de déterminer la part propre de chacun des auteurs et réalisateurs dans le travail publié en commun.
En 2001, ils s'attellent une nouvelle fois à la tâche en reprenant un de leurs premiers courts métrages, Panique au village (A Town Called Panic aux États-Unis), série de 20 épisodes mettant en scène un cow-boy, un indien et un cheval en colocation dans un village animé et dont les habitants sont tous aussi spécifiques qu'ont pu l'être les protagonistes de leur précédente série (avec, entre autres, les voix de Benoît Poelvoorde, Bouli Lanners, Didier Odieu, Frédéric Jannin). La série est produite par La Parti production en Belgique.
En 2009, Vincent Patar et Stéphane Aubier adaptent au cinéma Panique au village, dans un long métrage parfois qualifié "d'animation punk", produit par La Parti production et coécrit avec leurs compères Vincent Tavier et Guillaume Malandrin. Le film est sélectionné en "Officiel" (séance de minuit) au Festival de Cannes 2009.
À l'occasion de la sortie du film, une série de bande dessinée reprenant les aventures de Coboy et Indien voit le jour dont la prépublication est faite dans Spirou sous forme de courts récits dont le recueil en album est publié aux éditions Dupuis, ainsi qu'un livre pour enfants, dont l'histoire est adaptée par Stéphane Malandrin, publié chez Hélium.
Il réalise ensuite avec Vincent Patar, le long métrage d'animation, Ernest et Célestine, dessin animé sorti en 2012, qui reçoit en 2013, le César du meilleur film d'animation.
En 2020, ils publient aux éditions Casterman un recueil au format à l'italienne intitulé : Pic Pic André et leurs amis qui compile plus d’une centaine de gags mettant en scène leurs personnages fétiches : le cochon Pic Pic.

### Au cinéma
À noter que Stéphane Aubier joue un rôle de quelques dixièmes de seconde dans C'est arrivé près de chez vous où il reçoit une balle en plein œil.

### Les personnages
Leur univers est plein de créatures étranges parmi lesquelles : Picpic, un cochon qui peut se transformer en cochon magik (sic) grâce à une danse ; André le cheval et Côboy le Cow-boy, qui passent leur temps à s'entretuer ; Babyroussa, un babiroussa typique ; Les Baltus ; Indien, Coboy et Cheval (à ne pas confondre avec André et Côboy) ; Steven et Janine les fermiers, leur fille Bénédicte, Poule, Cochon, Vache, Facteur...

## Œuvres

### Filmographie et récompenses

#### Au cinéma
- 2009 : Panique au village
- 2012 : Ernest et Céléstine, coréalisé avec Benjamin Renner, César du meilleur film d'animation en 2013[5]

#### Série télévisée
- Panique au Village - 2001 - 20 épisodes - Objets animés.

#### Films d'animations
- 1988 : Pic Pic André Shoow[8], 13 minutes, avec Vincent Patar. Prix pour l'animation au Festival Anima de Bruxelles 1989. Sélection officielle au Festival international du film d'animation d'Annecy.
- 1991 :
  - Saint-Nicolas chez les Baltus[13], 5 minutes - Papiers découpés animés.
  - Panique au village (version préliminaire, disponible sur la VHS et sur le DVD de Panique au village), 4 minutes - Objets animés
  - Inspecteur Mémo, 4 min 30 s - Dessin animé sur papier.
- 1993 : Le Voleur de cirque[14], 13 minutes, avec Vincent Patar et Benoît Marcandella - Dessin animé sur cellos. Prix José Abel du meilleur film européen au Festival, Cinnanima 1993 à Espinho (Portugal).
- 1995 : Pic Pic André Shoow - The first[15], 7 min 30 s, avec Vincent Patar - Dessin sur papier et cellos. Prix de la Communauté française au Festival Media 10-10, Prix du public au Festival de Bruxelles, Prix pour l'Animation au Festival international du film francophone de Mons, sélectionné pour le Festival du Dessin Animé de Bruxelles, et de nombreux autres...
- 1997 : Pic Pic André Shoow - le deuxième[16], 11 min 30 s, avec Vincent Patar - Dessin sur papier et cellos. Prix du Public au Festival Media 10-10 à Namur (B), sélection aux festivals de Bruxelles, pour le Festival du Dessin Animé de Bruxelles, et de nombreux autres...
- 1999 : Les Baltus au cirque[17], 6 min 40 s - Papiers découpés animés. Sélection à Vila do Conde, au Festival International de Bruxelles, pour le Festival international du film fantastique de Bruxelles, pour le Festival du Dessin Animé de Bruxelles, pour le festival du Film francophone de Namur, au Festival International de Charleroi, et de nombreux autres...
- 1999 : 
  - UFO boven Geel[18], 12 minutes, avec Vincent Patar et Vincent Tavier - Docu-fiction. Grand Prix du documentaire au festival Media 10-10 Namur 1999.
  - Pic Pic André Shoow - 4 moins 1[19], 12 minutes, avec Vincent Patar - Dessin sur papier (DAAO). Sélection au Festival du Film Francophone de Namur, à Vila do Conde, Drama, Rome, Festival international du documentaire et du court-métrage de Bilbao, Festival du film Vendôme, Genève, Étrange Festival de Paris et Strasbourg, Premiers plans à Angers, Festival européen du film court de Brest, Cine 'Eco - Seia (P), Media 10-10 (Namur), Festival de Bruxelles...
- 2001 : Panique au village, 20 épisodes - Objets animés.
- 2009 : Panique au village, long-métrage d'animation coréalisé avec Vincent Patar. Présenté au Festival de Cannes 2009 en sélection officielle, récompensé du Valois de la mise en scène au Festival du film francophone d'Angoulême et nommé au César du meilleur film étranger 2010
- 2012 : Ernest et Célestine[20], long-métrage d'animation coréalisé avec Benjamin Renner et Vincent Patar. Présenté à la Quinzaine des Réalisateurs à Cannes en 2012
- 2013 : La Bûche de Noël[21], courtmétrage d'animation coréalisé avec Vincent Patar[22], avec les personnages de Panique au village.
- 2020 : 
  - Chien Pourri à Paris[23].
  - Le Noël de Chien Pourri[24].
- 2021 : Les Grandes Vacances[25].

### Publications

#### Albums de bande dessinée

##### Panique au village
- 1. Le Vol du tracteur[10], Dupuis, Marcinelle, 18 septembre 2009
Scénario et dessin : Vincent Tavier, Stéphane Aubier, Vincent Patar - Couleurs : quadrichromie -  (ISBN 2-8001-4334-7)

##### Pic Pic et André
- Pic Pic André et leurs amis[12],[26], Casterman, Bruxelles, 19 février 2020
Scénario et dessin : Stéphane Aubier, Vincent Patar - Couleurs : quadrichromie -  (ISBN 978-2-203-19711-4),Format à l'italienne.

##### Collectifs
- Piperón el tostado[27], Brain Produk, 1999
Scénario : collectif - Dessin : collectif dont Picpic et André,Sous titré Un album en hommage au catch et aux albums Panini. Format 21 × 21,5 cm, 32 p.. Co-produit par 9e monde et les éditions Pyramides. L'ouvrage ne contient pas les vignettes à coller qui s'achètent en librairie ou s'échangent entre amateurs. Elles sont réalisées par Joe Cafard, Eco, Fifi, Jampur Fraize, Jean Bourguignon et Croc’, Kaze, David Vandermeulen, Picpic et André, Stéphane Noël et José Parrondo[28],[29].

#### Livres Jeunesses
- Panique au village : les 9 catastrophes de cheval[11] !, adaptation du film par Stéphane Malandrin - illustrations de Stéphane Aubier et Vincent Patar, Hélium, Paris, (2009)  (ISBN 9782358510202).

### Expositions collectives
- Jazz et Bande dessinée[30], 150 dessins, ESA Saint-Luc Liège du 4 avril au 27 avril 2024.